# Condados de Quebec

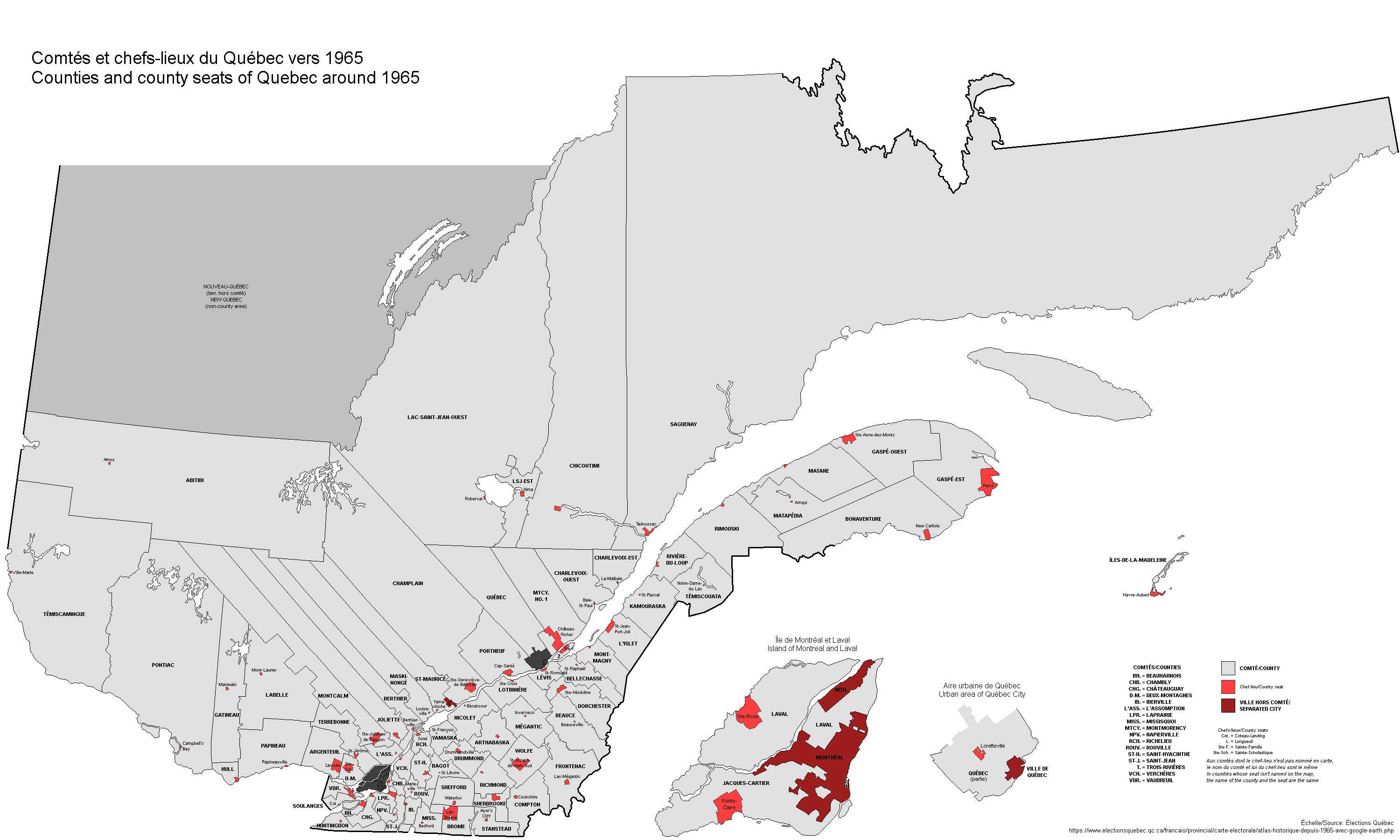
Condados de Quebec

Los condados de Quebec fueron entidades administrativas supralocales que existieron entre 1855 y 1982. Fueron remplazados por los municipios regionales de condado en 1982.

## Lista
Nota : Lista parcial
| Nombre          | Fecha de creación | Superficie (km²) | Sede | Municipios al inicio | Cambios | Municipios al fin | MRC                                                    | Región actual | Fuentes              |
| --------------- | ----------------- | ---------------- | ---- | -------------------- | ------- | ----------------- | ------------------------------------------------------ | ------------- | -------------------- |
| Argenteuil      |                   |                  |      |                      |         |                   | Argenteuil                                             | 15            | [ 1 ]                |
| Arthabaska      |                   |                  |      |                      |         |                   | Arthabaska                                             | 17            | [ 2 ]                |
| L'Assomption    |                   |                  |      |                      |         |                   | Montcalm, Les Moulins                                  | 14            | [ 3 ] [ 4 ]          |
| Bagot           |                   |                  |      |                      |         |                   | Les Maskoutains                                        | 16A           | [ 5 ]                |
| Beauce          |                   |                  |      |                      |         |                   | Beauce-Sartigan, Robert-Cliche                         | 12            | [ 6 ] [ 7 ]          |
| Bellechasse     |                   |                  |      |                      |         |                   | Bellechasse, Les Etchemins                             | 12            | [ 8 ] [ 9 ]          |
| Berthier        |                   |                  |      |                      |         |                   | Matawinie                                              | 14            | [ 10 ]               |
| Deux-Montagnes  |                   |                  |      |                      |         |                   | Deux-Montagnes                                         | 15            | [ 11 ]               |
| Dorchester      |                   |                  |      |                      |         |                   | Bellechasse, Les Etchemins, Nueva Beauce               | 12            | [ 8 ] [ 9 ] [ 12 ]   |
| Frontenac       |                   |                  |      |                      |         |                   | Beauce-Sartigan                                        | 05            | [ 6 ]                |
| Joliette        |                   |                  |      |                      |         |                   | Matawinie                                              | 14            | [ 10 ]               |
| Kamouraska      |                   |                  |      |                      |         |                   | Kamouraska                                             | 01            | [ 13 ]               |
| Lévis           |                   |                  |      |                      |         |                   | Desjardins y Les Chutes-de-la-Chaudière (ahora Lévis)  | 12            | [ 14 ]               |
| Lotbinière      |                   |                  |      |                      |         |                   | Lotbinière                                             | 12            | [ 15 ]               |
| Maskinongé      |                   |                  |      |                      |         |                   | Matawinie                                              | 14            | [ 10 ]               |
| Matane          |                   |                  |      |                      |         |                   | La Mitis                                               | 01            | [ 16 ]               |
| Matapédia       |                   |                  |      |                      |         |                   | La Mitis                                               | 01            | [ 16 ]               |
| Mégantic        |                   |                  |      |                      |         |                   | L'Amiante (ahora Les Appalaches)                       | 12            | [ 17 ]               |
| Montcalm        |                   |                  |      |                      |         |                   | Matawinie, Montcalm                                    | 14            | [ 3 ] [ 10 ]         |
| Montmagny       |                   |                  |      |                      |         |                   | Montmagny                                              | 12            | [ 18 ]               |
| Napierville     |                   |                  |      |                      |         |                   | Les Jardins-de-Napierville                             | 16            | [ 19 ]               |
| Papineau        |                   |                  |      |                      |         |                   | Papineau                                               | 07            | [ 20 ]               |
| Richelieu       |                   |                  |      |                      |         |                   | Les Maskoutains                                        | 16A           | [ 5 ]                |
| Rimouski        |                   |                  |      |                      |         |                   | Rimouski-Neigette, Les Basques, La Mitis               | 01            | [ 16 ] [ 21 ] [ 22 ] |
| Rivière-du-Loup |                   |                  |      |                      |         |                   | Rivière-du-Loup, Les Basques                           | 01            | [ 22 ] [ 23 ]        |
| Saint-Hyacinthe |                   |                  |      |                      |         |                   | Les Maskoutains                                        | 16A           | [ 5 ]                |
| Saint-Maurice   |                   |                  |      |                      |         |                   | Matawinie                                              | 04            | [ 10 ]               |
| Soulanges       |                   |                  |      |                      |         |                   | Vaudreuil-Soulanges                                    | 16C           | [ 24 ]               |
| Témiscouata     |                   |                  |      |                      |         |                   | Témiscouata                                            | 01            | [ 25 ]               |
| Terrebonne      |                   |                  |      |                      |         |                   | Les Moulins, La Rivière-du-Nord, Thérèse-De Blainville | 14, 15        | [ 4 ]                |
| Vaudreuil       |                   |                  |      |                      |         |                   | Vaudreuil-Soulanges                                    | 16C           | [ 24 ]               |
| Wolfe           |                   |                  |      |                      |         |                   |                                                        | 12            |                      |